# Elecciones regionales de Arequipa de 2014
Las elecciones regionales de Arequipa de 2014 se llevaron a cabo el 5 de octubre de 2014 para elegir al presidente regional, al vicepresidente regional y al Consejo Regional para el periodo 2015-2019. La elección se celebró simultáneamente con elecciones regionales y municipales (provinciales y distritales) en todo el Perú. La segunda vuelta regional se llevó a cabo el 7 de diciembre de 2014. 
La elección regional reflejó un escenario político complejo, caracterizado por la fragmentación y la prevalencia de movimientos independientes. Arequipa Tradición y Futuro presentó la candidatura de Yamila Osorio Delgado, pero enfrentaba el desgaste natural de ocho años consecutivos en el poder. Este desgaste se tradujo en un desafío mayor durante la campaña electoral, y en la primera vuelta, Osorio fue superada por Arequipa Renace, encabezada por Javier Ísmodes Talavera, que emergió como la fuerza política más significativa en la provincia de Arequipa, la más poblada del departamento. Dado que ningún candidato alcanzó un 30% de votos válidos, se organizó una segunda vuelta, la primera en la historia de la región.
La campaña del balotaje se caracterizó por la tensión y la polarización política entre ambos candidatos. Osorio aseguró el apoyo de parte de movimientos independientes arequipeños y partidos políticos nacionales, y atacó las vinculaciones empresariales y las denuncias presentadas en contra de Ísmodes. Además, Osorio se presentó con un perfil más político y popular, que le permitió mayor alcance en sectores populares y provincianos de la región. Por otro lado, la elección también estuvo marcada por una fuerte campaña promoviendo el voto en blanco y viciado, reflejo del descontento y la indecisión de una parte significativa del electorado, con adhesiones de candidatos derrotados en la primera vuelta como Cáceres Llica.
A pesar de las predicciones iniciales de las encuestas que indicaban una ventaja de casi 10 puntos porcentuales a favor de Ísmodes, la elección resultó en una diferencia final de menos de 7 mil votos entre los dos candidatos, la más estrecha en la historia de la región. Además, la campaña en contra de ambos candidatos logró que casi un tercio de los votantes emitiera votos nulos o en blanco, la mayor concentración de votos viciados hasta que fue superada por la elección de 2018. En este contexto de alta competencia y descontento popular, Yamila Osorio Delgado se convirtió en la primera mujer en ser electa presidenta regional de Arequipa y, hasta la actualidad, como la única mujer que ha sido elegida para ocupar este cargo.
Pese a haber ganado la gobernación, Arequipa Tradición y Futuro solo obtuvo un escaño de un total de diez en el Consejo Regional, ubicándose como la tercera fuerza más votada en esas elecciones. Arequipa Renace, la fuerza más votada en las elecciones al Consejo, consiguió cuatro escaños. Juntos por el Desarrollo de Arequipa logró obtener dos escaños. Además, los partidos políticos nacionales también lograron representación en el Consejo Regional: Acción Popular, Siempre Unidos y Vamos Perú obtuvieron un escaño cada uno. El Consejo enfrentó una composición fragmentada y diversa, lo que llevó a desafíos en la gobernabilidad y la necesidad del nuevo ejecutivo regional de construir alianzas para la toma de decisiones y la implementación de políticas.

## Sistema electoral
El Gobierno Regional de Arequipa es el órgano administrativo y de gobierno del departamento de Arequipa. Está compuesto por el gobernador regional, el vicegobernador regional y el Consejo Regional.
La votación se realiza en base al sufragio universal, que comprende a todos los ciudadanos nacionales mayores de dieciocho años, empadronados y residentes en el departamento de Arequipa y en pleno goce de sus derechos políticos.
El presidente y vicepresidente regional son elegidos por sufragio directo. Para que un candidato sea proclamado ganador debe obtener no menos de 30 % de votos válidos. En caso ningún candidato logre ese porcentaje en la primera vuelta electoral, los dos candidatos más votados participan en una segunda vuelta o balotaje.
El Consejo Regional de Arequipa está compuesto por 10 consejeros elegidos por sufragio directo para un período de cuatro (4) años. La votación es por lista cerrada y bloqueada. Cada provincia del departamento de Arequipa constituye una circunscripción electoral. Se asigna a la lista ganadora los escaños según el método d'Hondt. La distribución y el número de consejeros regionales es la siguiente:
| Circunscripción                                                    | Escaños | Mapa |
| ------------------------------------------------------------------ | ------- | ---- |
| La Unión(+2)                                                       | 3       |      |
| Arequipa, Camaná, Caravelí, Castilla, Caylloma, Condesuyos e Islay | 1       |      |

## Composición del Consejo Regional de Arequipa
La siguiente tabla muestra la composición del Consejo Regional de Arequipa antes de las elecciones.
| Partidos | Partidos             | Consejeros |
| -------- | -------------------- | ---------- |
|          | Alianza por Arequipa | 3          |
|          | Arequipa Renace      | 3          |
|          | Fuerza Arequipeña    | 1          |
|          | Somos Perú           | 1          |

## Partidos y candidatos
A continuación se muestra una lista de los principales partidos y alianzas electorales que participaron en las elecciones:
| Candidatura | Candidatura     | Partidos y alianzas | Candidato | Candidato                | Ideología                                                             | Resultado previo | Resultado previo | Ref.  |
| Candidatura | Candidatura     | Partidos y alianzas | Candidato | Candidato                | Ideología                                                             | Votos (%)        | Con.             | Ref.  |
| ----------- | --------------- | --- | --------- | ------------------------ | --------------------------------------------------------------------- | ---------------- | ---------------- | ----- |
|             | ATF             | Lista - Arequipa Tradición y Futuro (ATF) |           | Yamila Osorio Delgado    | Regionalismo arequipeño                                               | 31.55%           | 3                | [ 7 ] |
|             | AR              | Lista - Arequipa Renace (AR) |           | Javier Ísmodes Talavera  | Regionalismo arequipeño                                               | 19.65%           | 3                | [ 7 ] |
|             | APRA– JxS       | Lista - Vamos Arequipa (APRA–JxS) – Juntos por el Sur (JxS) – Partido Aprista Peruano (APRA)                                                                   |           | Daniel Vera Ballón       | Aprismo Regionalismo arequipeño                                       | 8.98%            | 0                | [ 7 ] |
|             | APP–C           | Lista - Alianza para el Progreso de Arequipa (APP–Concertación) – Alianza para el Progreso (APP) – Concertación en Pro de una Misión Sostenible (Concertación) |           | Carlos Leyton Muñoz      | Liberalismo económico Conservadurismo liberal Regionalismo arequipeño | 1.40%            | 0                | [ 7 ] |
|             | RN              | Lista - Restauración Nacional (RN) |           | Alfredo Álvarez Díaz     | Liberalismo económico Humanismo cristiano Evangelismo                 | 0.99%            | 0                | [ 7 ] |
|             | PPC             | Lista - Partido Popular Cristiano (PPC) |           | Roberto Abarca Fernández | Democracia cristiana Conservadurismo social Liberalismo económico     | 0.83%            | 0                | [ 7 ] |
|             | AP              | Lista - Acción Popular (AP) |           | Julio Vicente Salas      | Partido atrapalotodo                                                  | Nuevo            | Nuevo            | [ 7 ] |
|             | UPP             | Lista - Unión por el Perú (UPP) |           | Yamel Romero Peralta     | Liberalismo Progresismo Socialdemocracia                              | Nuevo            | Nuevo            | [ 7 ] |
|             | SN              | Lista - Solidaridad Nacional (SN) |           | Rolando Linares Linares  | Conservadurismo liberal Liberalismo económico                         | Nuevo            | Nuevo            | [ 7 ] |
|             | SU              | Lista - Siempre Unidos (SU) |           | Esteban Valdez Gárate    | Partido atrapalotodo                                                  | Nuevo            | Nuevo            | [ 7 ] |
|             | FP              | Lista - Fuerza Popular (FP) |           | Nicasio Terán Adriazola  | Fujimorismo Conservadurismo social Populismo de derecha               | Nuevo            | Nuevo            | [ 7 ] |
|             | FA              | Lista - Frente Amplio (FA) |           | José Portocarrero Huaco  | Socialismo Ecologismo Descentralización                               | Nuevo            | Nuevo            | [ 7 ] |
|             | PPS             | Lista - Perú Patria Segura (PPS) |           | José Rojas Cifuentes     | Conservadurismo liberal Liberalismo económico                         | Nuevo            | Nuevo            | [ 7 ] |
|             | VP              | Lista - Vamos Perú (VP) |           | Élmer Cáceres Llica      | Populismo Socialdemocracia                                            | Nuevo            | Nuevo            | [ 7 ] |
|             | AUGC            | Lista - Arequipa - Unidos por el Gran Cambio (AUGC) |           | Walter Gutiérrez Cueva   | Regionalismo arequipeño                                               | Nuevo            | Nuevo            | [ 7 ] |
|             | JDA             | Lista - Juntos por el Desarrollo de Arequipa (JDA) |           | Jaime Mujica Calderón    | Regionalismo arequipeño                                               | Nuevo            | Nuevo            | [ 7 ] |
|             | Por Ti Arequipa | Lista - Movimiento Independiente Regional Por Ti Arequipa (Por Ti Arequipa)                                                                                    |           | Julio Sumerinde Salas    | Regionalismo arequipeño                                               | Nuevo            | Nuevo            | [ 7 ] |

## Sondeos de opinión
Las siguientes tablas enumeran las estimaciones de la intención de voto en orden cronológico inverso, mostrando las más recientes primero y utilizando las fechas en las que se realizó el trabajo de campo de la encuesta. Cuando se desconocen las fechas del trabajo de campo, se proporciona la fecha de publicación.
Leyenda:
     Sondeo realizado en el periodo de prohibición legal de la difusión de sondeos de intención de voto.

### Balotaje

#### Intención de voto
La siguiente tabla enumera las estimaciones ponderadas (sin incluir votos en blanco y nulos) de la intención de voto.
|                                                        |                |     |      |      |      |  |  |  |  |  |  |
| Elecciones regionales de 2014                          | 7 dic 2014     | —   | 50.6 | 49.4 | 1.2  |  |  |  |  |  |  |
|                                                        |                |     |      |      |      |  |  |  |  |  |  |
| AmaKella/Radio Yaraví                                  | 7 dic 2014     | ?   | 48.5 | 51.5 | 3.0  |  |  |  |  |  |  |
| CPI                                                    | 23–27 nov 2014 | ?   | 49.2 | 50.8 | 1.6  |  |  |  |  |  |  |
| Amakella/Radio Yavarí                                  | 22–23 nov 2014 | 384 | 41.9 | 58.1 | 16.2 |  |  |  |  |  |  |
| Universidad Tecnológica del Perú                       | 16 nov 2014    | 384 | 42.4 | 57.6 | 15.2 |  |  |  |  |  |  |
| Instituto de Gobierno y Desarrollo Humano/La República | 7–9 nov 2014   | ?   | 42.6 | 57.4 | 14.8 |  |  |  |  |  |  |

#### Preferencias de voto
La siguiente tabla enumera las preferencias de voto en bruto (incluyendo blancos, viciados y sin respuesta) y no ponderadas.
|                                                        |                |     |      |      |      |      |     |  |  |  |  |
| Elecciones regionales de 2014                          | 7 dic 2014     | —   | 36.1 | 35.3 | 28.7 | –    | 0.8 |  |  |  |  |
|                                                        |                |     |      |      |      |      |     |  |  |  |  |
| AmaKella/Radio Yaraví                                  | 7 dic 2014     | ?   | 32.7 | 34.7 | 32.6 | –    | 2.0 |  |  |  |  |
| CPI                                                    | 23–27 nov 2014 | ?   | 30.6 | 31.6 | 33.3 | 4.5  | 1.0 |  |  |  |  |
| Amakella/Radio Yavarí                                  | 22–23 nov 2014 | 384 | 23.6 | 32.7 | 31.7 | 12.0 | 9.1 |  |  |  |  |
| Universidad Tecnológica del Perú                       | 16 nov 2014    | 384 | 25.3 | 34.4 | 40.3 | –    | 9.1 |  |  |  |  |
| Instituto de Gobierno y Desarrollo Humano/La República | 7–9 nov 2014   | ?   | 26   | 35   | 30   | 9    | 11  |  |  |  |  |

### Primera vuelta

#### Intención de voto
La siguiente tabla enumera las estimaciones ponderadas (sin incluir votos en blanco y nulos) de la intención de voto.
| Encuestadora/Medio                                     | Fecha             | Muestra | Javier Ísmodes | Yamila Osorio | Élmer Cáceres | Jaime Mujica | Daniel Vera | Carlos Leyton | Dif. |  |  |  |  |
| ------------------------------------------------------ | ----------------- | ------- | -------------- | ------------- | ------------- | ------------ | ----------- | ------------- | ---- |  |  |  |  |
| Encuestadora/Medio                                     | Fecha             | Muestra |                |               |               |              |             |               |      |  |  |  |  |
| Elecciones regionales de 2014                          | 5 oct 2014        | —       | 21.1           | 20.1          | 14.2          | 12.8         | 6.4         | 5.3           | 1.0  |  |  |  |  |
|                                                        |                   |         |                |               |               |              |             |               |      |  |  |  |  |
| Ipsos Perú/América                                     | 5 oct 2014        | ?       | 22.9           | 20.2          | –             | –            | –           | –             | 1.7  |  |  |  |  |
| Datum Internacional/Frecuencia Latina                  | 5 oct 2014        | ?       | 21.7           | 19.7          | 12.8          | 12.7         | –           | –             | 2.0  |  |  |  |  |
| Ipsos Perú/América                                     | 5 oct 2014        | ?       | 20.8           | 21.0          | –             | 12.8         | –           | –             | 0.2  |  |  |  |  |
| Datum Internacional/Frecuencia Latina                  | 5 oct 2014        | ?       | 18.6           | 17.4          | 14.0          | 13.8         | –           | –             | 1.2  |  |  |  |  |
| Amakella/Radio Yavarí                                  | 5 oct 2014        | ?       | 23.4           | 20.2          | 13.8          | 12.8         | 5.3         | 4.3           | 3.2  |  |  |  |  |
| CPI/RPP                                                | 23–26 sep 2014    | 491     | 22.3           | 23.6          | 10.7          | 9.6          | 11.1        | 5.1           | 1.3  |  |  |  |  |
| Ipsos Perú/El Comercio                                 | 24 sep 2014       | 400     | 23.1           | 21.5          | 10.8          | 13.8         | –           | –             | 1.6  |  |  |  |  |
| Datum/Frecuencia Latina                                | 20–22 sep 2014    | 400     | 19.2           | 17.5          | 10.2          | –            | 9.6         | –             | 1.7  |  |  |  |  |
| Amakella/Radio Yavarí                                  | 20–21 sep 2014    | 384     | 17.8           | 27.4          | 12.9          | 13.6         | 9.9         | –             | 9.6  |  |  |  |  |
| Instituto de Gobierno y Desarrollo Humano/La República | 13–14 sep 2014    | 519     | 19.6           | 30.4          | 6.5           | 13.0         | 10.9        | 10.9          | 10.8 |  |  |  |  |
| Datum/CARA                                             | 22–27 ago 2014    | 400     | 17.9           | 25.1          | 11.5          | 12.6         | 8.6         | 5.7           | 7.2  |  |  |  |  |
| Instituto de Gobierno y Desarrollo Humano/La República | 23–24 ago 2014    | 519     | 14.6           | 12.5          | 10.4          | 14.6         | 10.4        | 8.3           | —    |  |  |  |  |
| Amakella/Radio Yavarí                                  | 2–3 ago 2014      | 384     | 21.2           | 15.7          | 7.7           | 7.3          | 13.5        | 6.7           | 5.5  |  |  |  |  |
| CPI/RPP                                                | 23 may–8 jun 2014 | 300     | 7.3            | 19.8          | 12.7          | 4.7          | –           | 5.5           | 7.1  |  |  |  |  |
| Universidad Tecnológica del Perú                       | 25 may 2014       | 384     | 13.2           | –             | 14.5          | –            | –           | –             | 1.3  |  |  |  |  |

#### Preferencias de voto
La siguiente tabla enumera las preferencias de voto en bruto (incluyendo blancos, viciados y sin respuesta) y no ponderadas.
|                                                        |                   |     |      |      |      |      |     |     |      |      |     |  |  |
| Elecciones regionales de 2014                          | 5 oct 2014        | —   | 17.5 | 16.7 | 11.8 | 10.6 | 5.3 | 4.4 | 17.2 | –    | 0.8 |  |  |
|                                                        |                   |     |      |      |      |      |     |     |      |      |     |  |  |
| Amakella/Radio Yavarí                                  | 5 oct 2014        | ?   | 22   | 19   | 13   | 12   | 5   | 4   | 6    | –    | 3   |  |  |
| Ipsos Perú/El Comercio                                 | 24 sep 2014       | 400 | 15   | 14   | 7    | 9    | –   | –   | 8    | 27   | 1   |  |  |
| Amakella/Radio Yavarí                                  | 20–21 sep 2014    | 384 | 12.5 | 19.3 | 9.1  | 9.6  | 7.0 | –   | 14.8 | 14.8 | 6.8 |  |  |
| Instituto de Gobierno y Desarrollo Humano/La República | 13–14 sep 2014    | 519 | 9    | 14   | 3    | 6    | 5   | 5   | 12   | 42   | 5   |  |  |
| Datum/CARA                                             | 22–27 ago 2014    | 400 | 12.5 | 17.5 | 8.0  | 8.8  | 6.0 | 4.0 | 10.3 | 20.0 | 5.0 |  |  |
| Instituto de Gobierno y Desarrollo Humano/La República | 23–24 ago 2014    | 519 | 7    | 6    | 5    | 7    | 5   | 4   | –    | 52   | —   |  |  |
| Amakella/Radio Yavarí                                  | 2–3 ago 2014      | 384 | 9.9  | 7.3  | 3.6  | 3.4  | 6.3 | 3.1 | 19.3 | 34.1 | 2.6 |  |  |
| CPI/RPP                                                | 23 may–8 jun 2014 | 300 | 3.6  | 9.7  | 6.2  | 2.3  | –   | 2.7 | 32.6 | 18.4 | 3.5 |  |  |
| Universidad Tecnológica del Perú                       | 25 may 2014       | 384 | –    | 8.3  | 9.1  | –    | –   | –   | 10.7 | 26.6 | 0.8 |  |  |

## Resultados

### Gobierno Regional de Arequipa
| Candidatos           | Candidatos               | Partidos y coaliciones                                              | Primera vuelta 5 oct 2014 | Primera vuelta 5 oct 2014 | Balotaje 7 dic 2014 | Balotaje 7 dic 2014 |  |
| Candidatos           | Candidatos               | Partidos y coaliciones                                              | Votos                     | %                         | Votos               | %                   |  |
| -------------------- | ------------------------ | ------------------------------------------------------------------- | ------------------------- | ------------------------- | ------------------- | ------------------- |  |
|                      | Yamila Osorio Delgado    | Arequipa Tradición y Futuro (ATF)                                   | 144,024                   | 20.15                     | 294,469             | 50.56               |  |
|                      | Javier Ísmodes Talavera  | Arequipa Renace (AR)                                                | 151,075                   | 21.13                     | 287,898             | 49.44               |  |
|                      | Élmer Cáceres Llica      | Vamos Perú (VP)                                                     | 101,707                   | 14.23                     |                     |                     |  |
|                      | Jaime Mujica Calderón    | Juntos por el Desarrollo de Arequipa (JDA)                          | 91,659                    | 12.82                     |                     |                     |  |
|                      | Daniel Vera Ballón       | Vamos Arequipa (JxS–APRA)                                           | 45,986                    | 6.43                      |                     |                     |  |
|                      | Carlos Leyton Muñoz      | Alianza para el Progreso de Arequipa (APP–Concertación)             | 37,595                    | 5.26                      |                     |                     |  |
|                      | Walter Gutiérrez Cueva   | Arequipa - Unidos por el Gran Cambio (AUGC)                         | 30,770                    | 4.30                      |                     |                     |  |
|                      | Esteban Valdez Gárate    | Siempre Unidos (SU)                                                 | 22,100                    | 3.09                      |                     |                     |  |
|                      | Julio Vicente Salas      | Acción Popular (AP)                                                 | 14,357                    | 2.01                      |                     |                     |  |
|                      | Yamel Romero Peralta     | Unión por el Perú (UPP)                                             | 13,436                    | 1.88                      |                     |                     |  |
|                      | Rolando Linares Linares  | Solidaridad Nacional (SN)                                           | 13,123                    | 1.84                      |                     |                     |  |
|                      | Nicasio Terán Adriazola  | Fuerza Popular (FP)                                                 | 10,968                    | 1.53                      |                     |                     |  |
|                      | Julio Sumerinde Salas    | Movimiento Independiente Regional Por Ti Arequipa (Por Ti Arequipa) | 10,303                    | 1.44                      |                     |                     |  |
|                      | Alfredo Álvarez Díaz     | Restauración Nacional (RN)                                          | 9,532                     | 1.33                      |                     |                     |  |
|                      | José Portocarrero Huaco  | Frente Amplio (FA)                                                  | 9,453                     | 1.32                      |                     |                     |  |
|                      | Roberto Abarca Fernández | Partido Popular Cristiano (PPC)                                     | 6,243                     | 0.87                      |                     |                     |  |
|                      | José Rojas Cifuentes     | Perú Patria Segura (PPS)                                            | 2,479                     | 0.35                      |                     |                     |  |
|                      |                          |                                                                     |                           |                           |                     |                     |  |
| Total                | Total                    | Total                                                               | 714,810                   |                           | 582,367             |                     |  |
|                      |                          |                                                                     |                           |                           |                     |                     |  |
| Votos válidos        | Votos válidos            | Votos válidos                                                       | 714,810                   | 82.81                     | 582,367             | 71.33               |  |
| Votos en blanco      | Votos en blanco          | Votos en blanco                                                     | 71,487                    | 8.28                      | 16,891              | 2.07                |  |
| Votos nulos          | Votos nulos              | Votos nulos                                                         | 76,896                    | 8.91                      | 217,175             | 26.60               |  |
| Votos emitidos       | Votos emitidos           | Votos emitidos                                                      | 863,193                   | 86.56                     | 816,433             | 81.87               |  |
| Abstenciones         | Abstenciones             | Abstenciones                                                        | 134,044                   | 13.44                     | 180,804             | 18.13               |  |
| Votantes registrados | Votantes registrados     | Votantes registrados                                                | 997,237                   |                           | 997,237             |                     |  |
|                      |                          |                                                                     |                           |                           |                     |                     |  |
| Fuente:              |                          |                                                                     |                           |                           |                     |                     |  |

### Consejo Regional de Arequipa

#### Sumario general
| |                                                                     |              |              |              |         |         |  |
| Partidos y coaliciones | Partidos y coaliciones                                              | Voto popular | Voto popular | Voto popular | Escaños | Escaños |  |
| Partidos y coaliciones | Partidos y coaliciones                                              | Votos        | %            | ±pp          | Total   | +/−     |  |
| | Arequipa Renace (AR)                                                | 137,079      | 21.82        | –4.40        | 4       | +1      |  |
| | Juntos por el Desarrollo de Arequipa (JDA)                          | 114,969      | 18.30        | Nuevo        | 2       | +2      |  |
| | Arequipa Tradición y Futuro (ATF)                                   | 83,726       | 13.33        | n/a          | 1       | –2      |  |
| | Arequipa - Unidos por el Gran Cambio (AUGC)                         | 60,918       | 9.70         | Nuevo        | 0       | ±0      |  |
| | Fuerza Arequipeña (FA)                                              | 46,936       | 7.47         | –14.57       | 0       | –1      |  |
| | Alianza para el Progreso de Arequipa (APP–Concertación)1            | 33,510       | 5.33         | +3.26        | 0       | ±0      |  |
| | Acción Popular (AP)                                                 | 27,838       | 4.43         | n/a          | 1       | +1      |  |
| | Siempre Unidos (SU)                                                 | 26,728       | 4.25         | Nuevo        | 1       | +1      |  |
| | Unión por el Perú (UPP)                                             | 20,166       | 3.21         | n/a          | 0       | ±0      |  |
| | Fuerza Popular (FP)2                                                | 18,044       | 2.87         | +2.25        | 0       | ±0      |  |
| | Restauración Nacional (RN)                                          | 12,560       | 2.00         | +0.14        | 0       | ±0      |  |
| | Frente Amplio (FA)                                                  | 12,007       | 1.91         | Nuevo        | 0       | ±0      |  |
| | Vamos Perú (VP)                                                     | 11,458       | 1.82         | Nuevo        | 1       | +1      |  |
| | Partido Popular Cristiano (PPC)                                     | 9,747        | 1.55         | +0.01        | 0       | ±0      |  |
| | Movimiento Independiente Regional Por Ti Arequipa (Por Ti Arequipa) | 9,695        | 1.54         | Nuevo        | 0       | ±0      |  |
| | Perú Patria Segura (PPS)                                            | 2,929        | 0.47         | Nuevo        | 0       | ±0      |  |
| |                                                                     |              |              |              |         |         |  |
| Total | Total                                                               | 628,310      |              |              | 10      | +2      |  |
| |                                                                     |              |              |              |         |         |  |
| Votos válidos | Votos válidos                                                       | 628,310      | 72.79        | +2.22        |         |         |  |
| Votos en blanco | Votos en blanco                                                     | 164,016      | 19.00        | –3.99        |         |         |  |
| Votos nulos | Votos nulos                                                         | 70,867       | 8.21         | +1.77        |         |         |  |
| Votos emitidos | Votos emitidos                                                      | 863,193      | 86.56        | –1.87        |         |         |  |
| Abstenciones | Abstenciones                                                        | 134,044      | 13.44        | +1.87        |         |         |  |
| Votantes registrados | Votantes registrados                                                | 997,237      |              |              |         |         |  |
| |                                                                     |              |              |              |         |         |  |
| Fuente: |                                                                     |              |              |              |         |         |  |
| Notas al pie: 1 Comparado con los resultados de Alianza para el Progreso (APP) en las elecciones de 2010. 2 Comparado con los resultados de Sí Cumple (Sí Cumple) en las elecciones de 2010. |                                                                     |              |              |              |         |         |  |
| Notas al pie: |                                                                     |              |              |              |         |         |  |
| 1 Comparado con los resultados de Alianza para el Progreso (APP) en las elecciones de 2010. 2 Comparado con los resultados de Sí Cumple (Sí Cumple) en las elecciones de 2010.               |                                                                     |              |              |              |         |         |  |

#### Resultados por provincia
| Provincia  | AR       | AR   | JDA  | JDA  | ATF  | ATF  | AUGC | AUGC | FA   | FA  | APP–C | APP–C | AP   | AP  | SU   | SU  | UPP | UPP | FP  | FP  | RN  | RN  | FA  | FA  | VP   | VP |  |
| Provincia  | %        | E    | %    | E    | %    | E    | %    | E    | %    | E   | %     | E     | %    | E   | %    | E   | %   | E   | %   | E   | %   | E   | %   | E   | %    | E  |  |
| ---------- | -------- | ---- | ---- | ---- | ---- | ---- | ---- | ---- | ---- | --- | ----- | ----- | ---- | --- | ---- | --- | --- | --- | --- | --- | --- | --- | --- | --- | ---- | -- |  |
| Provincia  | Arequipa | 24.5 | 1    | 18.9 | –    | 12.7 | –    | 9.9  | –    | 5.7 | –     | 5.5   | –    | 3.3 | –    | 4.7 | –   | 3.6 | –   | 3.3 | –   | 2.3 | –   | 1.8 | –    |    |  |
| Camaná     | 9.2      | –    | 28.5 | 1    | 17.3 | –    | 0.9  | –    | 15.9 | –   | 2.5   | –     | 2.1  | –   | 1.4  | –   | 3.9 | –   | 1.6 | –   | 0.2 | –   | 1.4 | –   | 14.5 | –  |  |
| Caravelí   | 3.9      | –    | 14.6 | –    | 36.6 | 1    | 0.7  | –    | 17.3 | –   | 8.7   | –     | 5.7  | –   | 0.4  | –   | 1.9 | –   | 5.3 | –   | 0.2 | –   | 1.6 | –   | 1.8  | –  |  |
| Castilla   | 19.1     | –    | 31.5 | 1    | 11.8 | –    | 3.1  | –    | 16.8 | –   | 3.6   | –     | 4.2  | –   | 0.7  | –   |     |     |     |     | 0.3 | –   | 0.9 | –   | 3.6  | –  |  |
| Caylloma   | 18.6     | 1    | 8.3  | –    | 15.7 | –    | 12.6 | –    | 11.1 | –   | 4.3   | –     | 4.0  | –   | 4.1  | –   | 1.1 | –   |     |     | 3.2 | –   | 1.7 | –   | 11.1 | –  |  |
| Condesuyos | 42.2     | 1    | 15.5 | –    | 13.7 | –    | 4.1  | –    | 8.4  | –   | 2.6   | –     | 4.0  | –   | 0.8  | –   | 1.5 | –   |     |     | 0.3 | –   | 0.6 | –   | 5.2  | –  |  |
| Islay      | 2.5      | –    | 10.2 | –    | 5.4  | –    | 22.2 | –    | 11.9 | –   | 6.9   | –     | 25.4 | 1   | 2.1  | –   | 2.1 | –   | 1.7 | –   | 0.4 | –   | 6.2 | –   | 1.8  | –  |  |
| La Unión   | 17.0     | 1    | 2.7  | –    | 10.7 | –    | 2.4  | –    | 11.9 | –   | 7.7   | –     | 6.0  | –   | 17.3 | 1   | 1.6 | –   | 3.1 | –   | 0.2 | –   | 1.6 | –   | 12.7 | 1  |  |
| Total      | 21.8     | 4    | 18.3 | 2    | 13.3 | 1    | 9.7  | –    | 7.5  | –   | 5.3   | –     | 4.4  | 1   | 4.3  | 1   | 3.2 | –   | 2.9 | –   | 2.0 | –   | 1.9 | –   | 1.8  | 1  |  |

### Autoridades electas
| Cargo                                           | Autoridad electa | Autoridad electa          | Partido político | Partido político                     |
| ----------------------------------------------- | ---------------- | ------------------------- | ---------------- | ------------------------------------ |
| Presidenta Regional de Arequipa                 |                  | Yamila Osorio Delgado     |                  | Arequipa Tradición y Futuro          |
| Vicepresidente Regional de Arequipa             |                  | Víctor Cadenas Velásquez  |                  | Arequipa Tradición y Futuro          |
| Consejero Regional de Arequipa (por Arequipa)   |                  | Henrry Ibáñez Barreda     |                  | Arequipa Renace                      |
| Consejero Regional de Arequipa (por Camaná)     |                  | Carlos Dongo Castillo     |                  | Juntos por el Desarrollo de Arequipa |
| Consejero Regional de Arequipa (por Caravelí)   |                  | Miguel Cárcamo Galván     |                  | Arequipa Tradición y Futuro          |
| Consejero Regional de Arequipa (por Castilla)   |                  | Gilder Medina Collado     |                  | Juntos por el Desarrollo de Arequipa |
| Consejera Regional de Arequipa (por Caylloma)   |                  | Tatiana Casillas Talavera |                  | Arequipa Renace                      |
| Consejero Regional de Arequipa (por Condesuyos) |                  | Jacinto Rosas Fernández   |                  | Arequipa Renace                      |
| Consejero Regional de Arequipa (por Islay)      |                  | Mauricio Chang Obezo      |                  | Acción Popular                       |
| Consejero Regional de Arequipa (por La Unión)   |                  | Abelino Roncalla Quispe   |                  | Siempre Unidos                       |
| Consejera Regional de Arequipa (por La Unión)   |                  | Reynela Loayza Allazo     |                  | Arequipa Renace                      |
| Consejero Regional de Arequipa (por La Unión)   |                  | James Posso Sánchez       |                  | Vamos Perú                           |